# 约翰·提托
约翰·提托（John Titor）是一个於2000年和2001年活跃在网络留言板中的名字。他自稱是來自2036年的時间旅人，並提出一些模糊或明确的预言，其中包括2004年以后将会发生的灾难性事件，包括一场核战争，其中有部分被认为成真，但錯誤的也不在少數。除了错误的預言，人们亦发现其解释中大量的不自洽之处。

## 概述
提托宣称他是一个未来世界的美国军人。受軍部指揮，被委派任務就是乘時光機回到1975年，拿回一部IBM 5100電腦，用它在2036年為一些“舊式”的電腦程式“除錯”。有些人认为这部电脑是用来解决2038年他的世界中將會面對的UNIX缺陷。因为UNIX系统使用32位元的空间存储一个从1970年开始数的秒数，这一秒数是UNIX内部时钟的基准。但是到2038年某一时刻这个空间就不够用了（類似2000年的千禧蟲電腦問題，被称为2038年问题）。但是约翰·提托反对这一说法。他说取得这部计算机的目的是把某些古老的IBM系统程序翻译到UNIX上。
然后他乘時光機去了2000年，探望父母和当时正处嬰孩时的自己，他说自己是1998年出生的。至少有两次，约翰·提托在不同的讨论区裡，用假名字隐藏自己的信息。他用过的名字有“Lambot”和“Elder Seven（老七）”。
约翰·提托在互联网上的讨论区发文，明显是要让人们以为真的遇到一个时间旅行者。他首次发文是在2000年11月2日，使用的名字是Timetravel_0（时间旅行_0）。然后他开始转用约翰·提托（John Titor）。有可能“John Titor”是由Timetravel_0抽出来，后面加上一个timetraveller的r组成的。“Titor”也可能是一个乌克兰的姓Titorenko的缩写（这个正巧是赖莎·戈尔巴乔娃的娘家姓氏）。
提托也很乐于在他“停留”的期间和网友做一些问答交流。很多人觉得提托的故事可信之处在于他有非常清晰的理论来解释为什么他能够做时间旅行，并且这些理论和已知的关于时间旅行的概念和黑洞的机制相符合。同时也与他的“多条时间线”（平行宇宙）理论所能建立的哲学和社会互相融洽。这个理论还有浅显易懂的证据，包括有内在的机理和他的“时间机器”的照片，以及一个关于一个在时间机器的“垂直安全距离”之外被扭曲的激光光线的照片。
提托宣称他的“C204时间移动”机器是由通用电气公司制造。似乎，他的时间机器是装在一辆标准的黑色1966年雪佛兰Corvette敞篷车里（这辆车也出现在他的照片中）。并且这辆车也是他时间旅行时的座舱（不过时间旅行时车完全静止，引擎也未发动）。他说在他的时代人们对于时间旅行早已司空见惯，尽管还有那么些极端的怀疑者不相信时间旅行的存在。
2001年3月24日提托宣布他要回到他自己的时间年代去，并且不再以约翰·提托的名字发文了。甚至还有一段影像片段展示他的时间机器消失的过程，但是这片段从未被公开或向中立的人士播放。提托也宣布他把时间机器换成了一辆更加坚固的“Chevy卡车”。照片显示这是一辆1987年的雪福龙Suburban 4x4，据说是他2000-2001年在他父母位于佛罗里达的家里时得到的。
虽然深入研究提托的预言非常困难，因为大多数都是展望性质的。不过似乎读过他们的人迅速的两极分化了。目前，在互联网上有人试图找出以约翰·提托的名义发文的真正的作者（们）。有些人使用恐吓（策略）和转播谣言的方法，有些人试图找出照片上面的瑕疵，或者指出他讲的话里逻辑自相矛盾的地方。但另一方面，很多相信提托的人或称为——“Titorites”——津津乐道于提托在2000/2001年间作出的以下预言：
1. 提托提供了制造他的时间机器的一些技术细节，其中用到了微型黑洞。他说欧洲核子研究組織将在他说这些话后一年之内公布关于微型黑洞的消息。2001年秋天，在约翰离去后，CERN发布新闻说制造微型黑洞是可行的。在这个领域的研究在那之前几个月看到了曙光。
2. 他提到IBM 5100计算机有未被IBM公司公开的特殊功能。
3. 他多次评论美国的宪政和民权的变化。
4. 他说狂牛症将会影响美国并被遏制。
5. 他说在伊拉克不会找到大规模杀伤性武器。并且美国和伊拉克之间会再次爆发一场以使伊拉克无核化为目的的战争。
6. 他说美国政府将会认为美国人希望安全胜过自由。现在的美国爱国者法案可被认为是为了安全过度的牺牲了自由（有人说这是宪法自由），并且进一步的立法正在计划之中，使得警察可以没有完备手续就可以搜查或拘留任何人。这个法案被认为是提托预言的一个证明。另一個可能的証明是美國通過的其一個憲法修改，內容是以後所有的犯罪案件的判刑準則都不會根據案例，只會依據當時法官的個人判斷。

## 提托对未来世界的描述
提托具体地描述了在2000年和2037年间发生的“第三次世界大战”和二十年的战后恢复情况。
他声称战争的起源将在2004年～2005年的2004年美国总统选举时期出现。在这段期间内，穆斯林和犹太人的关系仍然处于紧张时期，但那不是主要原因；取而代之的是，如同韦科与红宝石山脊大屠杀一样的由日益激化的警察国家政策导致的美国内战。在“第二次美国内战”中，城里人与乡下人之间发生战斗；提托13歲（2011年？）的時候參加了“猎枪民兵”组织，为乡村一方作战。
这场内战直到2015年才会结束。结束的原因为那年俄罗斯向多数美国大都市发动核战，消灭了美国政府，因此帮助乡村军队获得了“胜利”。全世界多数的都市地区也在美俄双方的核报复与反击中遭到袭击。欧洲、非洲和澳大利亚被破坏的特别严重，并且，全世界将有3000萬人死于这场核战争。
直到2036年，人们都在慢慢从战争中恢复。美国会有五个州（中央政府位于内布拉斯加州的奥马哈）。社会会明显的去中心化，社会重心将是紧密结合的乡村社区。人们更加重视宗教、人际关系（与之相反的是大众传媒和所有与个人主义、社会孤立有关的东西）以及自给自足。不过，科学技术似乎没有受到很大影响，产生了“可以预见的”发展，诸如城际快速轨道交通、太空旅行和基因工程使得时间旅行成为可能。水还是需要过滤或者蒸馏来去除放射性粒子。生活很艰难，在田间劳作、种植一些粮食将是生活的一部分。
提托关于2036年生活方式的预言，在某些方面和末世论者、军事主义者和个人主义末世论者非常相似，不过在其他方面则类似于无政府主义劳工组织。提托似乎信奉Sabbat教派（一种奉行星期六崇拜的教派）。他宣布美国的天主教徒都会恢复星期六崇拜（而非现在的星期天崇拜）。

### 伊拉克战争
提托声称：美国政府将以伊拉克有核武器为理由发兵攻打伊拉克。这个预言已被证实。（見伊拉克战争）
提托写道：
我说的事情都没什么好奇怪的。他们早在十年、二十年甚至三十年前就开始籌劃了。你真的会对今天发现伊拉克有核武器感到惊讶吗？还是说那些只是谎言，只是让人们接受再来一场战争而已？
但是，就好像在支持提托的预言一样，2003年九月，布什政府的国家安全顾问赖斯警告说如果美国没有入侵伊拉克的話，那恐怕一个“蘑菇云”就会在美国的城市上空出现了。
美国副总统迪克·切尼也明确的警告说伊拉克正在制造核武器，并打算把他们投向美国，并且引用了后来被证明不可信的特工人员的报告说，伊拉克“过去14个月中在制造核武器方面发展很快”。

### 2008年奥运会
提托曾经预言，由于海外的冲突，2004年后再没有正式的举办过奥运会。
从字面上来说，2004年后的下一次奥运，应该是2006年的意大利都灵冬季奥运。但很多人觉得这个预言是暗指2008年的北京奧運——这次奥运会有不少人觉得可能会有些政治因素的纠结（主要在台湾问题方面）。另一方面，2008年西藏骚乱，导致支持藏獨人士干预和阻挠圣火的正常传送。自4月6日起，圣火途径英国伦敦、法国巴黎等地时，都遭遇亲西藏和人权示威者的抗议和干扰，但中国政府并没有因此停止举办奥运。
然而無論是2006年的都灵冬奥、2008年的北京奧運，甚至其後（截至2024年的巴黎奧運）的多次夏、冬季奧運會，皆已成功举办及結束。
不过部分支持者认为也有可能是提托把精确的日期搞错了，原因被支持者认为是“世界线离散化”理论。
提托的原文发表于2001年1月29日12:25。原文是：
As a result of the many conflicts, no, there were no official Olympics after 2004. However, it appears they may be revived in 2040.
由於有許多衝突和紛爭，在2004年之後將不再有正式性的官方奧林匹克賽，但2040年似乎會重新舉辦。

### 社會動盪
提托並且預言，2004年期間的美國總統選舉伴隨的社會動盪，將在2005年逐漸演變為內戰。提托寫道：
2005年開始的美國內戰。那種衝突起伏持續了10年。由於美國外交政策與一致性的降低，世界情勢的真正瓦解開始於西方世界的不穩定。這在2004年時顯而易見，當時的社會動盪正伴隨下任總統選舉發展中。
美國內戰將在2004年開始。我把它描述成一種“韋科”式事件，每個月持續地惡化中。這件衝突將在2012年前消耗每個美國人力，並在2015年以前終止於非常短暫的第三次世界大戰。
我相信2005年的總統或“領導人”將不顧一切地設法成為下一個“林肯”，並且使國家團結。但他們的許多政策導致更多的人權法案。關於2000年的選舉爭執的一個問題，提托回應如下：
我將有點謹慎地使用“選舉”一詞。或許目前會比較容易看到你們未來的內戰？我感到好奇……如果佛羅里達的選票因為當前的"混亂"而在選舉人團中不算數，會不會有人感到沮喪？

### 美国内战
提托更進一步預言，內戰會分裂農村與市區，因為政府能獲取城市的控制，但不能獲取鄉下。提托寫道：當民間「衝突」開始和惡化，人們被迫決定逗留在城市或丟失他們多數財產和安全感離開城市去到被隔絕的鄉村區。我們家曾經被搜索且還有對街鄰居被拘捕只為一些未知原因。那件事說服我的父親離開城市。
提托認為2008年以前，人民會逐漸意識到，早先的美國文化將不會再有恢復的一天。
2008年是一個一般公認日期，大家認為他所熟悉的世界正式結束。

### 核战争

#### 中东核战争
繼美國境內的動亂以及內戰之後，提托還預言在中東將會有一場以色列與伊斯蘭國家的核戰，由於以色列長期靠著西方國家的支持，所以西方影響力一消退令這場戰爭發生得突如其來，因為以色列的人口不足以去參與一场全面戰爭。這個情勢給了周邊的伊斯蘭國家一個機會攻擊以色列，因為他們知道沒有美國支援的以色列只是紙老虎。
猶太人在以色列無法發起攻勢作戰。他們只能為最後防禦戰準備。西方諸國的政策搖擺使得以色列的所有鄰國有信心攻擊取勝。然而猶太人防禦以色列最後一招為使用大規模毀滅性武器打擊進攻的阿拉伯鄰國。核武是中東戰爭未來可能的結局但是不是起因，因為中東的仇恨問題由來已久。
提托也回應網上問題：「為什麼阿拉伯人和猶太人捲入在美國的內戰中？」提托說：「他們不被直接地捲入但是長期以來中東政治情況依靠西方國家穩定，2005年西方影響力走向崩潰後當然中東戰火又起」。
當問到「如果以色列使用大規模殺傷性武器美國為何反對？」提托回答：「美國不是反對單方使用；但美國反對他們互相使用的核戰可能性發生。」他說：「我是很高興看到核武是早日解決中東亂局的終極答案。當然我假設這是作為斬首行動除掉領導首腦之用；但這相當很快將是演變成沒有軍隊（因為互相毀滅），並且最後變成無政府狀態的野蠻中東世界。」提托的擁護者解釋使用核彈將是中東宣告雙方同毀的最後自殺攻擊，所以一直沒人使用。

#### 俄羅斯核戰爭
提托提到在2015年美國內戰會結束因為俄羅斯會向美國使用核武，中國、歐洲後續捲入。將近3000萬人逝去，全世界將遭受很大的破壞。
2015年當俄國攻擊了美國城市派（提托所屬鄉村派的敵人）所以內戰結束了，中國和歐洲也被攻擊。但是即使如此，從現實中看到，中俄依然總有著一個非常奇怪的關係。他那時代看的新聞表明，核武攻擊20多年後中國還是持續向俄購買武器就像盟友一樣，雖然領土糾紛且人口過剩導致一些衝突；但是俄國支援給中國信心向不穩定的西方「擴展」影響力得到更多利益，可能是接受了誤擊或西方偽裝攻擊的說法。
中國在提托的那个時代所知就有成千上萬未成家立業的男性可以隨時徵召當士兵。歐洲對核武攻擊的回應則是從德國為中心向東集結成一支歐洲聯合軍。

### 瘋牛候群
提托还曾警告說牛隻的庫賈氏症（Creutzfeldt-Jakob disease，俗稱瘋牛症）將會在短暫的時間內變為一種非常嚴重的人類健康問題，因為這種病的潛伏期非常的長，最長的可以潛伏至30年左右後才發病。
提托並且說道：這是真的，人類在未來數年後大量死亡，原因就是賈庫氏疾病（CJD）所造成的。就像是我在第一次上留言版留言時所一再強調的，得了賈庫氏疾病的人會緩慢並且非常痛苦地死去，這種病在我們那個時代仍然是無藥可醫的，感染到這種疾病將會非常絕望地等死。

### 基因改造食物
未來人提托警告藉由基因混種修改所產生的物種來當作食物將會產生有害人體的副作用。一般美國人減肥瘦身所吃的商業加工食品含有有害健康的成分在內，這些有害人體健康的成分在目前還無法被科學界分辨出來。
的確，近代的農產品因為基因工程的發展因而大量被修改，這就像是其他方面的新科技被人類大量的利用來改善生活品質一樣。通常科技所帶來的影響力都會有正面以及反面的效果。但是有一點很重要的事，希望大家要注意，那就是我們不可以濫用基因工程來任意混合物種，造出一個“超級怪物”。真不知道這些基因工程的科學家是怎麼在想的？換句話說，人類不可以亂玩上帝的遊戲（基因工程）。
人類吃了這些因為濫用基因工程所造出來的“修改過”農作物將會對人體健康產生致命性的影響。
對我來說，你們的這個時空的食物我都不能食用，我實在是無法相信這個時空的一般商業加工食品，對我來說這些食物都不安全。
我非常驚訝，這個時空的人們竟然都願意吃這些一般的商業加工食品。我本人在這段時間吃的食物都是由我的家人自己種植，完全由自己家人處理食品，這種食物我才敢吃。

### 量子物理學
提托並且聲稱量子物理中的平行世界解釋（艾弗雷特-惠勒诠释）是正確的。所以物理中的祖父悖論是不可能的。實際上，所有時空矛盾都是不可能的。因為艾弗雷特-惠勒诠释或平行世界理論是正確的。所有可能的量子狀態、事件、可能性和結果都是真正發生在不同的平行宇宙。一切的機率事件發生在某處在某時都是100%。
時間機器反而像是一種平行宇宙中的跳躍機，因此提托很可能根本永遠不存在於這個時空，因為他的父母受精卵結合時可能誕生出另一個人，因此他的世界和我們的世界可能是一種大多數事件相同但少數事件有落差的情況，而且他的預言行為可能也改變了這個世界，有人用以解釋為何他的預言有些命中有些失誤，有些則是部分命中，但這些目前都只停留在屬於科學幻想式的推測。

### IBM 5100可攜帶式電腦
未來人提托聲明，IBM於1970年代早期所發展的IBM 5100可攜帶式電腦可以讀取比APL及BASIC語言還要舊的原始程式碼。未來人提托聲明這項特殊功能並未公佈在IBM所發行的官方使用手冊中。
我奉命被送回1970年代取得一台IBM 5100攜帶式電腦。這台IBM 5100攜帶型電腦是第一代的可攜式原型，此外，這台電腦也具備讀取早先於APL及BASIC語言發展前的古老原始程式碼的能力。我們的時代（公元2036年）非常需要這種機器來除去一些古老原始程式碼裡面的臭蟲（譯按：“Debug”為電腦專用術語，意即修正程式裡面有錯誤的區段或是修正邏輯演算法）。著名的UNIX電腦作業系統即將在2038年發生類似於Y2K的電腦問題。
在我所屬的那個時空中，眾所周知IBM 5100可攜式電腦具備讀取所有IBM早先於APL及BASIC發展前的老舊原始程式碼的能力。要修正UNIX作業系統的32位元（bit）日期計算溢位錯誤，就必須要有這台電腦才可以開始除錯的工作，否則將無法進行。

我們在2036年已經發現（或是說經過多次反覆測試所得出的結果）IBM 5100可攜式電腦具備讀取以及覆寫所有IBM的老舊原始程式碼的能力。部分的這些老舊的原始程式碼的發展甚至早於這台IBM 5100的發明。此外，這台IBM 5100也具備了重新撰寫APL及BASIC程式的能力。正因為如此，所以我們的那個年代（2036年）才會需要這台機器。然而，IBM（國際商務機器公司）從來不對外發表任何關於這台攜帶型電腦的重要相關訊息，因為該公司深怕如此一來會損害自家的主要生意，那就是IBM大型電腦在1970年代的商業利益。事實上，我敢打賭，IBM封鎖這項消息一定是透過要求IBM內部的工程人員盡量保密，不把這項機密訊息給洩露出去。——约翰·提托
未來人提托另外也特別說道UNIX作業系統將在2038年發生日期計算溢位錯誤的嚴重問題，若是電腦作業系統發生日期計算溢位問題的話，將導致整個電腦系統崩潰（Crash），這會在2038年造成難以估計的損失，甚至嚴重到毀掉一部分人類的文明。這個日期溢位的問題存在於所有以UNIX為平台的電腦，UNIX作業系統存在已久，相關行業裡面的大部分技術人員都知道有這項問題，所以這並不能算是一種預測，而是一個已知的問題。
另一種猜測是第一個編譯器起源是IBM 5100，第二個是唯一看出組合語言與C語言的發展過程的機器，第三是整數溢位問題確實是得從C跟ASM看，簡單來說看編譯器發展初期的狀況可以得到安全領域中靜態分析的能力，第四是確實所有程式碼都是基於組合語言建立起來的，包含所有基礎建設中的飛機、工廠、核電廠等，加上蠕蟲會造成所有基礎建設的問題，簡單來說是世界性的問題，因此看來合理。

### 美国的宗教信仰
在宗教方面，提托說宗教會在美國人生活中會變得更重要，嚴守安息日的人會越來越多，但權力會被分散。他又說自己亦相信天主及會到教堂朝拜天主。在2036年，宗教為人民生活的主要部份；痛苦和改變令人類聚在一起及更接近主，但宗教會比現在變得更個人。那時沒有大型、集中的宗教。另外，朝拜主的日子已轉為星期六，即主所指的安息日以及將會有新的十誡。

### 後世對於我們這個時代的觀點
Titor表示未来的人将会严峻地批评现在的人：「也许我应该让你们全部知道一个秘密。未来的任何一个人都不喜欢你们。生活在这段时间的人变得慵懒，自私自利，愚昧的城市羔羊。也许你们应该多关心这个问题而不是关心我。」

## 針對未來人提托的批評

### 實物證據
針對提托的時光機彎曲雷射照片有人在網上提出一些質疑點，但是照片本身解析度就不是很高，終究為各說各話階段。許多支持者研究了他的時光機說明書和機體外型，認為符合邏輯和機械設計學的必然性，然而反對者認為只要是電影道具的專業設計者都能做到，一般人只要做足功課也不難設計。有些怀疑的人认为这些照片用图像处理软件修改过，故意模糊或者消去了一些能够反驳的细节。怀疑者也说任何一个能够大到弯曲光线的重力场应该一下子把周围的物质都吸进去。并且在图上看，似乎激光是向着窗外去了，好像重力源（或小黑洞）应该在车外。
最大的爭議點是如果提托真有心向人揭露未來世界為何不帶回大量證物，例如未來世界影片、更多的設備、報紙新聞等。

### 伊拉克战争
提托有关伊拉克战争的言论常被拿来证明提托预言的准确性。因为这件事情在提托发表言论之时似乎并不明显，而后来变成了现实。但是也可能做出不同的解释。字面上来说，“谎言”在这里可以指宣称“伊拉克有核武器”这件事，或者也可以指“今天发现”这个词。当然，第一种说法，就是伊拉克有核武器，今天看来确实是“谎言”。而第二种解释似乎有些问题，因为在提托写这些字的时候，并没有人发现伊拉克有核武器或者快要有核武器了。所以，这就难以理解提托怎么可能批评一个没有提出来的事情。（虽然有人早在1981年的巴比倫行動事件中就提到过伊拉克有核武器这件事，但是在提托说的时候除了个别的伊拉克反对派已经没人提这件事了）。
另一种反对预言准确性的意见说布什政府实际上并没有说伊拉克有核武器，而只是说她有其他种类的大规模杀伤性武器并且试图取得也快要得到核武器了。不过可能这点小小区别在35年这么长的时间裡早被人忽略了。值得一提的是在提托说这话的2001年初，公众对伊拉克的印象裡没有核武器。不过，批评者说新美国世纪计划早在1998年就謀劃入侵伊拉克并且废黜萨达姆了。

### 預言的心理學
質疑者認為所謂歷史上的預言，都是普遍用一些模糊的用語，讓相信者可以自行解釋去符合成事實，例如提托只說「遠方島嶼受苦的人」卻被解釋成預言南亞海嘯成功，而所有明顯未實現的預言都被用平行宇宙論作為逃避托辭。而支持者認為很多沒實現的預言都是跟天然無關的政治性預言，這表示提托的來訪已經產生影響，可怕的未來已經被改變，提托救不了自己的宇宙卻救了我們的宇宙，反對論者則認為這是永遠無法查證的邏輯迴圈遊戲，不管預言有否實現支持論者都有理由可講；等於是一種無止境的爭論迴圈。
網上質疑者認為提托可能是一位對世界局勢長期觀察家，或許也有一些政府內的小道消息，事實上要預言世界大局勢常常比生活小事要容易，因為大事都有一些龐大醞釀期表徵，還有一些事情（例如伊戰）牽涉人數眾多，提前得知不足為奇。

### 2038年的問題
2038年1月19日凌晨3時許，有些UNIX電腦軟體可能出錯，即2038年問題這是電腦界公開的事務，不是什麼未來秘密。因為有一些軟體用距離1970年1月1日零時的秒數來記錄時間，而2038年1月19日凌晨03:14:07距離那時的秒數用十六進位表示是0x7FFFFFFF，即電腦中32位元正整數的上限。此時之後的時間有這種記錄時間的方式記錄成為負數，即1970年1月1日之前。
但是質疑點在於以當時超先進可以做時空旅行的科技，也有管理世界的機器人，為何還要依賴70年前的電腦？為何不能乾脆換新所有電腦？
另一種猜測是第一個編譯器起源是IBM 5100，第二個是唯一看出組合語言與C語言的發展過程的機器，第三是整數溢位問題確實是得從C跟ASM看，簡單來說看編譯器發展初期的狀況可以得到安全領域中靜態分析的能力，第四是確實所有程式碼都是基於組合語言建立起來的，包含所有基礎建設中的飛機、工廠、核電廠等，加上蠕蟲會造成所有基礎建設的問題，簡單來說是世界性的問題，因此看來合理。

## 大眾文化
日本視覺小說、輕小說、漫畫、動畫系列《命運石之門》中，出現的人物之一。不同於現實，作品中的提托是從2036年穿越到2010年的日本；另外也預言了2034年因為SERN（改編自真實組織CERN，歐洲核子研究組織）開發出時間機器而導致世界變成反烏托邦。
游戏《重返未来：1999》的可玩角色（神秘学家）之一，她是IDM公司（原型为IBM）的一名职员。